# Aimone Taparelli
Aimone Taparelli (Savigliano, 1398 – Savigliano, 15 agosto 1495) è stato un presbitero italiano dell'Ordine dei frati predicatori; il suo culto come beato è stato confermato da papa Pio IX nel 1856.

## Biografia
Appartenente alla nobile famiglia dei Tapparelli di Lagnasco, abbracciò la vita religiosa tra i domenicani del convento di Savigliano e, terminata la sua formazione, passò al convento di Torino.
Fu scelto da Amedeo IX, duca di Savoia, come consigliere e predicatore di corte.
Dopo l'assassinio di Bartolomeo Cerveri, fu chiamato a succedergli come inquisitore di Savigliano e poi, dal 1474, fu inquisitore generale di Saluzzo.
Si spense quasi centenario nel convento di Savigliano, di cui era stato più volte priore.

## Il culto
Le sue reliquie sono conservate nella chiesa di San Domenico a Torino.
Papa Pio IX, con decreto del 29 maggio 1856, ne confermò il culto con il titolo di beato.
Il suo elogio si legge nel martirologio romano al 15 agosto.